# Offe Peak
Der Offe Peak ist ein Berg im ostantarktischen Enderbyland. Er ragt rund 18 km südlich des Mount Codrington auf.
Das Antarctic Names Committee of Australia benannte ihn nach Lyall Anthony Offe, Geologe einer Mannschaft der Australian National Antarctic Research Expeditions, die 1976 das Enderbyland erkundet hatte.